# Lucas Grabeel
Lucas Stephen Grabeel (født 23. november 1984 i Springfield, Missouri, USA) er en amerikansk skuespiller. Han er bedst kendt for sin rolle som Ryan Evans i Disney Channels musicalfilm High School Musical.

## Filmografi
ID = Ikke i Danmark
- Dogg's Hamlet, Cahoot's Macbeth (2005) – Charlie/Gertrude/Ophelia
- High School Musical (2006) – Ryan Evans
- High School Musical 2 (2007) – Ryan Evans
- Alice Upside Down (2007) – Lester McKinley
- The Real Son (2008) – Freddie Deansman ID
- College Road Trip (2008) – Scooter
- The Adventures of Food Boy (2008) – Ezra
- High School Musical 3 (2008) – Ryan Evans
- Milk (2008) – Danny Nicoletta
- Lock and Roll Forever – Donnie
- The Legend of the Dancing Ninja (2009) – Tokyo Jones
- Release (2009) – Marshall

### Tv-serier
- Boston Legal, afsnit 25 (2005) – Jason Matheny
- Veronica Mars, afsnit 30, 36 (2005-2006) – "Vil score pige"-dreng/Kelly Kuzzio
- 'Til Death, afsnit 1 (2006) – Pete Pratt
- Smallville, afsnit 94 (2006) – Unge Lex Luthor
- Switched at birth, (2011-) – Toby Kennish

## Teater
| Ukendt | Skuespil                         | Rolle                 | Teater            |
| ------ | -------------------------------- | --------------------- | ----------------- |
|        | Oliver!                          | Kunstfuld lurendrejer | Landers Theatre   |
|        | The Gypsy Baron                  | Pali                  | Springfield Opera |
|        | Romeo and Juliet                 | Peter                 | Landers Theatre   |
|        | Grease                           | Eugene                | Vandivort Theatre |
|        | You're a good man, Charlie Brown | Linus                 | Landers Theatre   |
|        | High School Musical              | Anfører/Ryan          | Film              |